# Bas Kennis

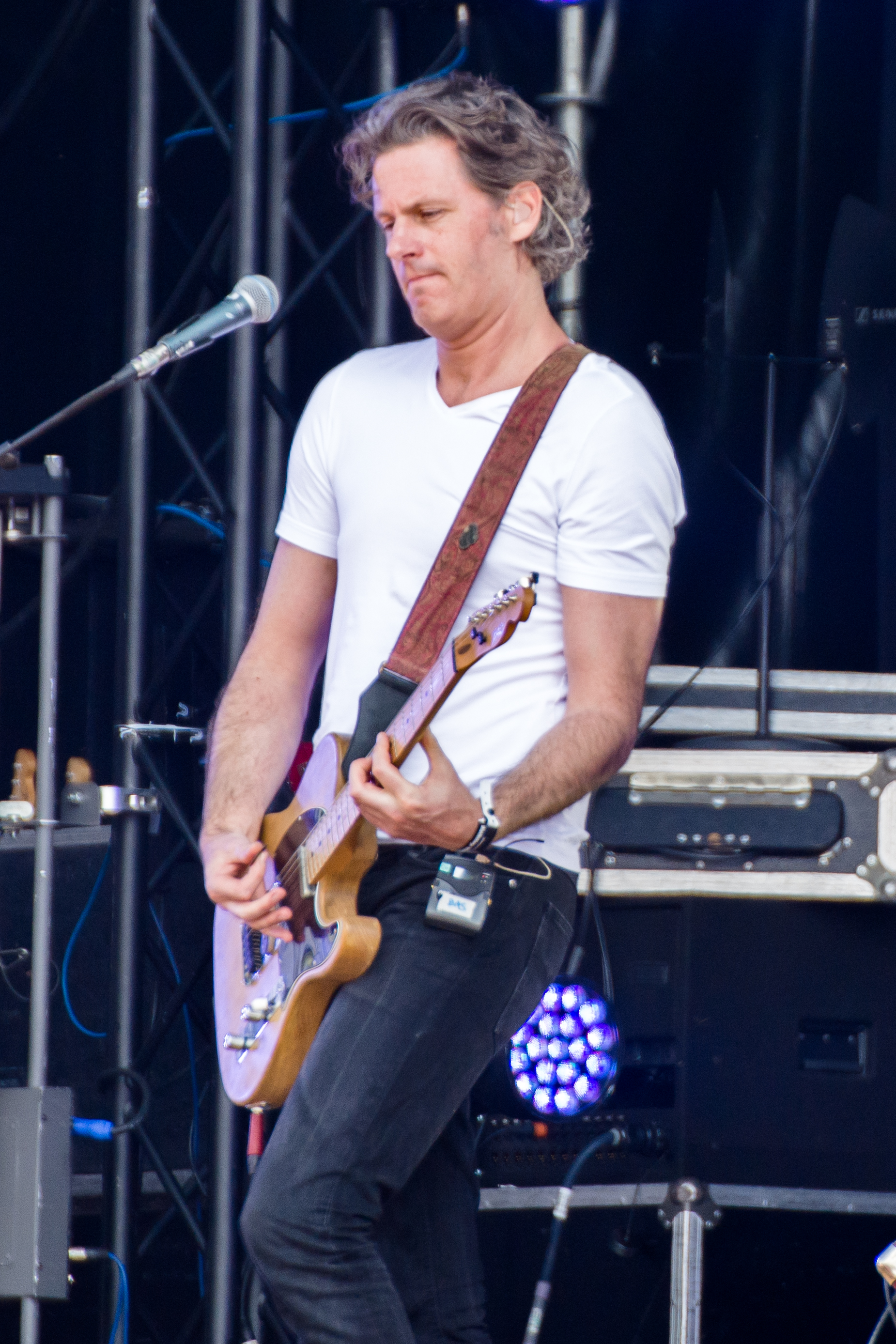
Bas Kennis tijdens het Bevrijdingsfestival in Zwolle (2014)

Bas Kennis (Vlissingen, 12 oktober 1973) is een Nederlandse muzikant en lid van de Zeeuwse band BLØF.

## Biografie
Bas Kennis werd geboren in het Zeeuwse Vlissingen. Nadat hij gymnasium had gedaan in Middelburg ging hij studeren aan de Universiteit Twente. Maar de studie kon hem niet boeien en na drie maanden hield hij het dan ook voor gezien. Na een tijd als pizzakoerier te hebben gewerkt is hij het jaar daarop de studierichting Bodem, Water en Atmosfeer gaan doen in Wageningen. Door het succes van BLØF heeft hij deze opleiding niet afgerond.

## Bands
Kennis begon als pianist bij de symforock-band Eye to Eye. Door zijn studie hield hij het hier maar drie maanden vol. In de tussentijd ontmoette hij zanger en gitarist Paskal Jakobsen. Nadat ze samen enkele nummers hadden gedaan ontstond het duo Jack & Daniels. Ook speelden ze samen in BLØF, toen nog een relatief onbekende band. Toen deze doorbrak stopten ze met Jack & Daniels, om zich volledig op de carrière met BLØF te kunnen richten.